# Battlefield 1
Battlefield 1 — компьютерная игра в жанре шутера от первого лица, пятнадцатая по счёту из серии игр Battlefield, разработанная компанией DICE и изданная Electronic Arts для платформ Windows, PlayStation 4 и Xbox One. Игра была анонсирована 6 мая 2016 года, а выход состоялся 21 октября 2016 года. Игра основана на событиях Первой мировой войны.
Игра получила крайне положительные отзывы критиков и игроков, отметивших значительные улучшения по сравнению с предыдущими играми Battlefield 4 и Battlefield: Hardline. Больше всего рецензентам понравились улучшения в мультиплеерных режимах, обновлённая графика, одиночная кампания и тематика Первой мировой войны, в целом.

## Игровой процесс
Как и предыдущие части игры, Battlefield 1 — шутер от первого лица, ориентированный на многопользовательский режим. Мультиплеер поддерживает до 64 игроков.
В игре доступно оружие времён Первой мировой войны, в том числе винтовки, автоматические и полуавтоматические ружья, пистолеты, ручные пулемёты, помповые дробовики и горчичный газ. Переработана система ближнего боя. В Battlefield 1 можно управлять транспортом: бронемашинами, лёгкими и тяжёлыми танками, легковыми автомобилями, мотоциклами, катерами, аэропланами, бронепоездами, разведывательными машинами, дредноутом, дирижаблями и лошадьми.
В игре представлено шесть основных игровых режимов. Режим «Захват» подразумевает удержание контрольных точек и накопление очков. Режим «Превосходство» отличается от предыдущего только отсутствием военной техники. В режиме «Операции» одна сторона последовательно захватывает вражеские точки, двигаясь вперёд, а другая — обороняет их. Режим «Штурм» предполагает уничтожение телеграфов. Режим «Схватка команд» представляет собой классический deathmatch. Новый режим Battlefield 1 называется «Военные голуби». В этом режиме необходимо захватить голубя и удерживать его некоторое время, чтобы с его помощью отправить депешу в штаб.
Ещё одно нововведение мультиплеера — помощь проигрывающей стороне. Если одна из команд проигрывает, ей предоставляется гигантская боевая машина: дирижабль, корабль, бронепоезд или сверхтяжёлый танк. Такая машина способна изменить ход сражения.

## Сюжет

### Пролог: Стальные грозы
Пролог начинается с разгара сражения между «Гарлемскими адскими бойцами» (полком, целиком состоящих из афро-американцев, сражающимся в составе французской армии) и войсками кайзеровской Германии во время Мёз-Аргонского наступления. Поочерёдно мы сражаемся и погибаем за двоих солдат и одного танкиста (их имена генерируются в случайном порядке), а последний солдат попадает под артобстрел, но выживает, оставшись один на один с немецким солдатом. Оба смотрят друг на друга с непониманием, не решаясь идти в атаку...

### Сквозь грязь и кровь
Осень 1918 года. Повествование ведётся от лица механика-водителя Даниэля Эдвардса. Именно он будет управлять танком Mark V по прозвищу «Чёрная Бесс» (в российской локализации — «Большая Бесс»). До начала событий Эдвардс работал шофёром, но потом записался в ряды армии, дабы послужить королю и отечеству. В начале миссии Эдвардс знакомится с Таунсендом, командиром танка, Финчем, главным механиком, Макманусом, бортовым пулемётчиком, и Притчардом. Перед ними встаёт цель — прорвать немецкие рубежи, по ходу уничтожая артиллерийские позиции. В ходе битвы артиллерийский огонь обездвиживает танк. Финч выходит вместе с Эдвардсом, чтобы починить его, но тут Финча убивают. Эдвардс берёт ключ и чинит танк сам. Они двигаются дальше. В ходе боя команда успешно прорывает оборону немцев, но танк вязнет в грязи, а поджидавшие в засаде немцы нападают на танк. Понимая, что выхода и времени нет, Таунсенд отправляет голубя с координатами цели в штаб, но Притчарда убивают. В штабе, после прочтения записки, отправленной Таунсендом, наводят артиллерийскую батарею на координаты танка. Залп танк не задел, а немцев, пытающихся залезть в танк, убило. Экипаж выводит танк из грязи и едет дальше.
Из экипажа остаются Эдвардс, Таунсенд и Макманус. Они продолжают путь до Камбрэ. Команда оказывается в лесу, и из-за сильного тумана, через который дальше 20 ярдов не видно, Эдвардс выходит из танка и ведёт его через лес, по пути избавляясь от немцев. На выходе из леса команда наталкивается на бункер и противотанковые орудия. Эдвардс выводит их из строя и вместе с командой продолжает движение.
К ночи танк доезжает до деревни. Свечи зажигания вышли из строя. Глядя в бинокль, Эдвардс видит танки Mark V, но с немецкими крестами. Таунсенд посылает Эдвардса и Макмануса за свечами зажигания. Макманус сбегает, а Эдвардс добывает свечи. Рядом с танком его едва не убивает немец, но вернувшийся Макманус спасает его.
Танк натыкается на рельсы и деревню рядом, идёт на прорыв и уничтожает всех врагов в деревне, но артобстрел ломает гусеницу. Макманус ранен, Эдвардса отбрасывает взрывом противотанковой гранаты, а Таунсенд взрывает танк и подоспевших немцев. Эдвардс и Макманус пешком идут в Камбрэ. Их дальнейшая судьба неизвестна.

### Друзья из высших кругов
Весна 1917 года. Повествование ведётся от лица пилота Клайда Блэкбёрна. В начале миссии Блэкбёрн вместе с Джорджем Рэкхемом играют в покер. Ставка — «Бристоль», новенький самолёт Рэкхема. Когда карты открываются, оказывается, что Блэкбёрн проиграл. Связав Рэкхема, он крадёт «Бристоль» и знакомится с Уилсоном — навигатором, который должен был сопровождать Рэкхема. Блэкбёрн не называет своё настоящее имя, представившись Уилсону именем Рэкхема. Уилсон начинает тренировочный полёт вместе с Клайдом, обучая его по ходу, но во время тренировочного полёта на них нападает немецкое звено трипланов. Клайд уничтожает их, но один из них улетает, и Блэкбёрн вместе с пулемётчиком Уилсоном летят за ним до немецкого склада боеприпасов для половины Западного фронта. Уилсон, не теряя времени, фотографирует склад. Снимки они передают командованию, которое посылает их для прикрытия бомбардировщиков, летящих на крепость со складом. В конце миссии самолёт сбивают.
Блэкбёрн выбирается из самолёта и оказывается во вражеском тылу. Думая, что Уилсон погиб, он расправляется с солдатами, двигаясь к зоне союзников. Клайд находит раненого Уилсона и хочет его убить, но Уилсон выдаёт про Блэкберна, что он не тот, за кого себя выдаёт. Блэкбёрн впервые за всю жизнь поступает правильно и, взяв раненого Уилсона, движется из нейтральной зоны к союзникам. Пройдя нейтральное поле, Клайд доносит Уилсона до союзной территории, где ему оказывают медицинскую помощь. Блэкбёрн сидит около Уилсона, который лежит в койке без сознания, и слышит, что его нарекают то героем, то преступником. Обернувшись, он видит Рэкхема и, вспомнив слова Уилсона на поле боя, что он бесполезный эгоист, подходит к нему и протягивает руки для наручников. Блэкбёрна арестовывают и везут в Лондон под трибунал.
Арестованный Блэкбёрн, Уилсон и Рэкхем плывут на заседание трибунала. Уилсон говорит Блэкбёрну, что выступит на суде в качестве его защитника, но тут нападают немцы, и Рэкхем погибает. Уилсон освобождает Клайда, и друзья забирают с корабля ещё один «Бристоль». Они сбивают один цеппелин, но падают на другой. Блэкбёрн, используя зенитное орудие, сбивает третий дирижабль, а Уилсон отвлекает немецкого солдата, который хотел помешать Блэкбёрну. Дирижабль падает на другой, и герои вместе с немцем прыгают в Темзу. Блэкбёрн выплывает из реки и заканчивает свой рассказ.

### Вперёд, Савойя!
1918 год. Повествование идёт от лица итальянского бойца элитного подразделения «Ардити». Постаревший Лука Коккиола рассказывает своей дочери о событиях битвы и о его брате-близнеце Маттео. Сфотографировавшись на память с Маттео, протагонист одевается в усиленную броню. После отряды Маттео и Луки разделяются. Протагонист прорывается в центр битвы вместе с отрядом, по ходу прикрывая отряд Маттео, который наступал на позиции австро-венгерских войск. В ходе битвы протагонист вместе с отрядом захватывают церковь «Святой Анастасии», где расположились враги. Затем Лука начинает сбивать самолёты из орудия ПВО. Авиация врага бомбардирует скалу. Та разрушается и обе армии оказываются под завалом.
Лука приходит в себя, снимает броню и идёт искать Маттео в крепости, где окопались австро-венгерские войска. В конце концов он находит его мёртвым поблизости и завершает свою историю.

### Посыльный
Галлиполийский полуостров, весна 1915 года. Австралиец Фредерик Бишоп, перед началом штурма побережья, получает в своё распоряжение Джека Фостера, тоже австралийца, но он моложе призывного возраста и Бишопу это не нравится. Во время штурма он оставляет Джека на корабле, но в конце миссии Фостер догоняет Фредерика. Фредерик приказывает Фостеру отвести раненных к кораблю и спастись, прося Фостера по прибытии выстрелить из сигнального пистолета, так как англичане уверены в неудаче высадки и собираются провести артобстрел побережья. Бишоп тем временем штурмует в одиночку турецкую крепость, но поднявшись на стену получает смертельное ранение в грудь. В последние минуты своей жизни он смотрит на корабль и замечает сигнальную ракету. Финальная сцена миссии заканчивается обстрелом побережья морской артиллерией.

### Ничто не предначертано
Аравийский полуостров, весна 1918 года. Повествование ведётся от лица британского полковника Эдварда Лоуренса. Эдвард, по приказу британского командования помогает аравийским племенам бедуинов обрести независимость от Османской Империи. Однако игрок управляет его соратницей, Зарой. Ей предстоит найти дневник с шифрами в одном из вагонов паровоза, потерпевшего крушение. В ходе миссии её обнаруживает патруль, но появляется Лоуренс с отрядом бедуинов и спасает Зару. Пленённый турецкий офицер, Ахмет Тилкичи, рассказывает, что пустыню патрулирует бронепоезд, охотящийся на соратников Лоуренса. Также офицер предупреждает, что управлять бронепоездом можно только с помощью книги, которую нашла Зара. С наступлением ночи Зара выслеживает троих офицеров. Ликвидируя двоих она отправляет два шифра голубиной почтой для отмены боевой готовности бронепоезда. Но пытаясь отправить третье сообщение её останавливает Тилкичи, схваченный ранее в плен и от удара кулака Зара теряет сознание. Через некоторое время она просыпается со связанными ногами. Тилкичи заявляет, что для приказа бронепоезду необходимо три шифра. Пытаясь убить Зару он погибает. Она мчится к Лоуренсу, который собирается устроить засаду на бронепоезд. Зара останавливает бронепоезд, подорвав железнодорожное полотно, потом уничтожает орудийные башни бронепоезда. Зара встречается с Лоуренсом, на этом история заканчивается.

## Мультиплеер

### Основные классы
- Штурмовик — боец, сражающийся на передовой. Основное оружие — пистолеты-пулемёты и дробовики. Также, штурмовик имеет в своём арсенале средства для борьбы с техникой: ПТ-гранаты, ПТ-ружьё, динамит и мины.
- Медик — боец, основной задачей которого является оказание медицинской помощи. Для этого он имеет сумку с бинтами, медицинский ящик и шприц для оживления союзников. Может использовать винтовочные гранаты. Основное оружие — полуавтоматические винтовки.
- Поддержка — оказывает помощь боеприпасами другим бойцам, может ремонтировать союзную и повреждать вражескую технику при помощи ремонтного инструмента. Также имеет магнитную мину, миномёт и гранатомётный арбалет. Основное оружие — ручные пулемёты.
- Разведчик — боец, занимающийся сбором данных о положении противника. Для пометки врагов использует сигнальный пистолет, окопный перископ и снайперскую приманку. Также в арсенале есть бронебойные патроны для борьбы с техникой и снайперский щит для безопасного ведения огня из позиции лёжа. Основное оружие — снайперские винтовки.

### Элитные классы
Элитные классы получают с помощью наборов, которые периодически появляются на карте в виде длинного деревянного ящика и отмечаются иконкой того или иного класса. Каждый класс имеет определённое место появления. Набор появляется через пять минут после смерти игрока, использовавшего его ранее. Набор доступен с самого начала игры, а это значит что вы можете быстро добраться до точки, на которой он расположен и использовать его.
- Часовой — боец, облачённый в тяжёлую броню, вооружён тяжёлым пулемётом MG 08/15 или скорострельным пулемётом «Виллар-Пероза», а также осколочными гранатами.
- Огнемётчик — боец, облачённый в огнеупорный костюм, основное оружие — огнемёт Wex. Также имеет в своём арсенале зажигательные гранаты.
- Охотник на танки — боец, вооружённый противотанковой винтовкой Tankgewehr M1918, которая убивает обычных бойцов и бойцов элитных классов с одного выстрела на любой дистанции, эффективна против техники. Также имеет дробовик-обрез.
- Окопный налётчик — боец, облачённый в броню, вооружён тяжёлой дубинкой с шипами, которая имеет большой радиус добивания, убивает бойцов с одного удара. Также имеет в арсенале различные гранаты и револьвер Смит-Вессона, модель III в качестве второго оружия. Добавлен в DLC «Они не пройдут».
- Инфильтратор — игроки, которые забирают этот комплект, получат гранатомёт Мартини-Генри, двуствольный дробовик, маячок в виде гелиографа и сигнальную ракету, которая вызывает артиллерийские удары. Этот элитный класс является эксклюзивным для дополнения «Волны перемен».

### Загружаемый контент
- Они не пройдут (англ. They Shall Not Pass) (анонс в декабре 2016 года, выход — 14 марта 2017 года). Добавляет новую играбельную фракцию — Францию[5]. Расширение включает в себя четыре новые карты. Разработчики добавили новое оружие, включая пистолет-пулемёт Ribeyrolles 1918, винтовку RSC 1917, винтовку Lebel Model 1886, пулемёт Шоша, ружьё Хёгрена и карабин Клеман Mle. 1903. В качестве новых автомобилей были добавлены танк Сен-Шамон и «сверхтяжёлый танк класса Behemoth» Char 2C, а также новый элитный класс «Окопный налётчик», ориентированный на ближний бой. Две дополнительные карты под названием «Ночи Нивеля» и «Захват Таюра», созданные на основе битвы при Нивеле были выпущены летом 2017 года.
- Во имя Царя (англ. In the Name of the Tsar) (анонс в апреле 2017 года, выход — 19 сентября 2017 года). Добавляет новые играбельные фракции — Российскую империю, РККА и Белую армию.[6] Дополнения сосредотачивается на сражениях Российской империи во время Первой мировой войны. В дополнение было добавлено новое оружие — это двустволка Model 1900, пистолет-пулемёт Максима, автомат Фёдорова, пулемёты MG 14 Parabellum и Perino Mod. 1908, винтовка Мосина, револьвер системы Нагана, винтовка генерала Лю, винтовка Веттерли М1870 и карабин C93. Также были добавлены 6 новых карт и 11 новых видов оружия для игры. В дополнение также есть новое оружие для верховой езды под названием «Конное копьё». В качестве новых видов техники в игру включены бомбардировщик «Илья-Муромец», тяжёлый бронеавтомобиль «Гарфорд-Путилов».
- Волны перемен (англ. Turning Tides) (выход — 11 декабря 2017 года (первая часть) и 30 января 2018 года (вторая часть)). Добавляет новую играбельную фракцию — королевскую морскую пехоту Великобритании. Дополнение фокусируется на военно-морских сражениях во время Первой мировой войны. Это дополнение добавляет к игре 6 новых видов оружия, включая винтовку Farquhar-Hill, пулемёт Браунинг M1917, снайперские винтовки Carcano M91 и Type 38, окопный карабин M1917 и пистолет-пулемёт M1912/P.16. Также в игру добавили новый элитный класс «Инфильтратор», который оснащён гелиографическим маяком, сигнальной ракетой и гранатомётом Мартини-Генри. Линкор L-класса был представлен как новый военно-морской корабль и дирижабль класса C в качестве нового воздушного судна.
- Апокалипсис (англ. Apocalypse) (выход — февраль 2018 года). Четвёртое и последнее дополнение для Battlefield 1, сосредоточено вокруг одних из самых жестоких битв Первой мировой войны. Дополнение включает в себя пять карт, шесть видов оружия и новый игровой режим. Три пехотные карты дополнения отражают три кровопролитные сражения Первой мировой войны: битва при Капоретто, битва при Пашендейле и битва на Сомме. Также был добавлен новый игровой режим под названием «Воздушный штурм» и новое оружие, которое включает в себя Chauchat-Ribeyrolles 1918, автоматическую винтовку Howell, lMG 08/18, винтовку Ross MkIII, M1917 Enfield и револьвер «Webley». В качестве новых транспортных средств были добавлены Airco DH.10 и Hansa-Brandenburg G.I.

## Разработка
Сама идея сеттинга Первой мировой сначала показалась сомнительной для компании Electronic Arts до такой степени, что сперва Патрик Содерлунд отказал студии DICE, но они сумели переубедить главу EA Studios. Разработчики хотели создать по-настоящему интересный сюжет: специально для этого были наняты новые сотрудники, которые занимаются непосредственно однопользовательской частью. Для большего соответствия событиям в сеттинге Первой мировой DICE наняли эксперта в области данной войны.

## Отзывы и награды
| Сводный рейтинг       | Сводный рейтинг                           |
| Агрегатор             | Оценка                                    |
| --------------------- | ----------------------------------------- |
| GameRankings          | (XONE) 86,30 % (PS4) 87,91 % (PC) 87,52 % |
| Metacritic            | (XONE) 87/100 (PS4) 89/100 (PC) 88/100    |
| Иноязычные издания    |                                           |
| Издание               | Оценка                                    |
| Destructoid           | 8/10                                      |
| EGM                   | 8/10                                      |
| Game Informer         | 9,25/10                                   |
| GameRevolution        | [ 18 ]                                    |
| GameSpot              | 9/10                                      |
| GamesRadar+           | [ 20 ]                                    |
| IGN                   | 9/10                                      |
| PC Gamer (US)         | 89/100                                    |
| Polygon               | 9/10                                      |
| Русскоязычные издания |                                           |
| Издание               | Оценка                                    |
| 3DNews                | 7/10                                      |
| «IGN Россия»          | 7,8/10                                    |
| PlayGround.ru         | 9,5/10                                    |
| Riot Pixels           | 91 %                                      |
| StopGame.ru           | Изумительно                               |
| «Игромания»           | 8,5/10                                    |
| «Игры Mail.ru»        | 8/10                                      |
| «Канобу»              | 9/10                                      |
| «НИМ»                 | 8,8/10                                    |
| Gameguru.ru           | 8,5/10                                    |

После выхода трейлера игроки выразили в основном положительные отзывы. Так как трейлер вышел почти одновременно с Call of Duty: Infinite Warfare, набрав больше положительных оценок (в 5 раз), в интернете появился мем, что Battlefield 1 является «убийцей» серии Call of Duty. Насчёт данного факта Activision не дают каких-либо комментариев.
Однако когда выяснилось, что в игре на момент выхода будут представлены Британская империя, Германская империя, Австро-Венгрия, Италия, Османская Империя и США, некоторые игроки из России были возмущены. Причина недовольства была в не включении в игру Российской империи и Франции. В итоге, русскоязычное сообщество создало петицию к DICE, с требованием включить в игру Российскую империю и Францию как играбельные нации.. Разработчики игры тут же поспешили заверить, что Франция будет включена в многопользовательскую игру в первом же DLC. Российская империя появилась во втором DLC.
В номинации «Графика года» сайта Игромания игра заняла первое место.